# Sheshi Kham jezik
Sheshi Kham jezik (ISO 639-3: kip), jedan od četiri jezika iz podskupine kham, šire mahakirantske skupine, kojim govori oko 20 000 ljudi (2003) u distriktu Rukum u selima Jangkot, Kotgaon (Tapnang), Rimsek, Korcabang, Dangdung, Hwama, Dhangsi, Bhabang i Ghapa, Nepal.
Postoje dva dijalekta, tapnanggi i jangkoti (imena po selima, a svi govornici služe se i nepalskim [nep]. Pismo: devanagari.

## Vanjske poveznice
- Ethnologue (14th)
- Ethnologue (15th)